# Норвич Сити
«Но́рвич Си́ти» (англ. Norwich City Football Club, английское произношение: [ˈnɒrɪdʒ 'sɪtɪ 'futbɔ:l klʌb]) — английский профессиональный футбольный клуб из города Норидж в графстве Норфолк, Восточная Англия. Был основан в 1902 году. С 1935 года проводит матчи на стадионе «Карроу Роуд», который в настоящее время вмещает более 27 тысяч зрителей.
Выступает в Чемпионшипе, втором по значимости дивизионе в системе футбольных лиг Англии.
Традиционные цвета клуба — жёлто-зелёные майки и зелёные шорты, отсюда и пошло их прозвище — «канарейки» (англ. Canaries). На клубной эмблеме изображена канарейка, стоящая верхом на мяче. Принципиальным соперником «Норвич Сити» считается «Ипсвич Таун», матчи против которого именуются дерби Восточной Англии.

## История

### Начало
История футбольного клуба «Норвич Сити» началась со встречи, состоявшейся в кафе «Критерион» на Уайт Лайон Норидж Стрит, во вторник, 17 июня 1902 года. Первую официальную игру «Норвич» провёл в Кубке Англии 20 сентября 1902 года, проиграв со счётом 0:5. Однако первое упоминание о футбольном клубе «Норвич Сити» приходится на 1868 год. Это совпадает с созданием таких футбольных клубов как «Ноттс Каунти» и «Шеффилд». Роберт Вебстер и Джозеф Каупер Натчи были капитаном и вице-капитаном «канареек», соответственно, в 1902 году. Первым же тренером «Норвича» был Джон Бауман (с 1905 года, когда «канарейки» стали профессиональным клубом). В первые годы своего существования «Норвич» выступал весьма неплохо.

### Ранние годы
«Норвич» в сезоне 1902/03 имел форму бело-голубого цвета. Тот сезон «Норвич» завершил на третьем месте после «Лоувстофт Таун» и «Ипсвич Таун». В сезоне 1903/04 клуб выступил весьма успешно, но по-прежнему остался любительским. Однако в 1905 году клуб выиграв первенство стал профессиональным футбольным клубом.

### «Норвич» — профессиональный клуб
3 марта 1905 года клуб стал профессиональным. В конце сезона 1904/05 «Норвич Сити» сыграл несколько товарищеских матчей, в том числе против мощных в то время «Дерби Каунти» и «Арсенала» из Лондона. Эти встречи показали, что «Норвич» по праву стал профессиональным клубом. «Норвич Сити» попал в Южную лигу, где оставался до сезона 1919/20. Высшим результатом там можно считать 7 место в первом сезоне (1905/06).

С 1907 года форма футбольного клуба «Норвич Сити» существенно изменилась. Было принято решение играть в жёлтых футболках зелёным воротником. Тогда же «Норвичу» было дано прозвище — «канарейки», которое сохранилось до наших дней.

Состав «Норвич Сити» в сезоне 1905/06

11 января 1908 года на «Ньюмаркет Роуд» пришло более 10 000 фанатов «Норвича» поддержать «канареек» в матче Кубка Англии против «Шеффилд Уэнсдей». В итоге «Норвич» одержал победу в первом раунде этого турнира со счётом 2:0. После этого на матчи с участием «Норвича» прибывало всё больше болельщиков и поэтому «канарейки» оставили «Ньюмаркет Роуд» и перелетели в новое гнездо — «Розари Роуд».

### «Розари Роуд»
История «Норвича» на «Розари Роуд» началась с товарищеского матча против «Фулхэма» 1 сентября 1908 года. Сильная поддержка болельщиков и настрой помогли «Норвичу»— 2:1.
В сезоне 1914/15 матч Кубка Англии между «Норвичем» и «Брэдфорд Сити» из-за военных действий был сыгран на нейтральном поле. Этот матч был примечателен тем, что на матче не присутствовало ни одного болельщика.
Из-за Первой мировой войны у «Норвича» был кризис. Клуб был по уши в долгах и бюджет оставлял желать лучшего. 10 декабря 1918 года «Норвич» снялся с соревнований, а 6 ноября клуб был расформирован. Однако 15 февраля 1919 года клуб был возрождён выплатив всё необходимое.

### История с 1920 до 1940 года
В сезоне 1920/21 «канарейки» стартовали матчем с «Плимут Аргайл». Матч завершился со счётом 1:1. В этом сезоне «Норвич» выступил не очень удачно, заняв в итоге 16 место. 1920-е годы «Норвич» провёл в середине таблицы, занимая места от 8 до 18. Также это десятилетие ознаменовалось падением подпирающей стенки на «Розари Роуд» . К счастью никто серьёзно не пострадал.
15 марта 1930 года «Норвич» одержал крупную победу над «Ковентри Сити», разгромив соперников со счётом 10:2. Лишь 8230 болельщиков присутствовали на том матче. В сезоне 1932/33 «канарейки» заняли третье место, отстав от первого «Брентфорда» на 5 очков.
В сезоне 1933/34 «Норвич» выполнял задачу занять место в середине таблицы. Норвич шёл уверенно, особенно это подтверждают победы со счётом 7:2 (против «Ноттс Каунти») и 6:1 (против «Брэдфорда»). Однако в FA Cup «Норвич» завершает выступления, проиграв «Шеффилд Уэнсдей» со счётом 0:1. Даже 25000 болельщиков не сумели помочь команде.
В тот момент у руководства клуба возник вопрос на счёт стадиона. «Розари Роуд» с трудом выдерживал большие потоки болельщиков, и поэтому было принято решение о строительстве нового стадиона. Было рассмотрено много объектов и в итоге был выбран «Карроу Роуд». Стадион был построен 11 июня 1935, но первый матч на нём был сыгран только 82 дня спустя.
Затем «Норвич» находился в середине таблицы и ничего сверхъестественного не показывал, а в сезоне 1939/40 сыграл только 3 матча из-за начала Второй мировой войны.

### История с 1940 до 1958 года
«Норвич» однако продолжал играть в военные годы. Очень запомнилась победа «Норвича» над «Брайтон Сити» — 18:0. Несмотря на то, что война закончилась в мае, чемпионат возобновился лишь в августе 1946. В сезонах 1948/49 и 1949/50 «Норвич» заметно улучшил игру, тому подтверждением является новый рекорд посещаемости матчей команды — 43 100 человек. В сезонах 1950/51, 1951/52, 1952/53 и 1953/54 «Норвич» ждал регресс. Они закончили первенство вторыми, третьими, четвёртыми и седьмыми, соответственно.

### История с 1958 до 1969 года
В эти годы «Норвич» завоевал FA Joy Cup, это было огромным успехом для клуба. В 1960-х в «Норвич» пришло большое количество звёзд. В период до 1966 года «Норвич» разочаровывал болельщиков, но в сезоне 1966/67 «Норвич» обыграл «Манчестер Юнайтед» на «Олд Траффорд», а в том сезоне «красные дьяволы» были первыми.

### Настоящее время
С мая 2008 года спонсором «Норвича» является Aviva.
После сезона 2008/09 Чемпионата футбольной лиги команда выбыла в третий по значимости дивизион Англии. Сезон команда начала кошмарным поражением от «Колчестера» 1:7, после которого был уволен главный тренер «канареек» Брайан Ган. После этого в прессе циркулировали всевозможные слухи и домыслы о возможном преемнике Гана. В частности, называлось имя Найджела Адкинса из «Сканторпа», однако ко всеобщему удивлению «Норвич Сити» достаточно быстро объявил имя нового менеджера клуба, и им стал не кто иной, как Пол Ламберт. После того как Ламберт принял команду, он сказал:

И все же я не сомневаюсь, что «Норвич» будет среди фаворитов.

После 9 туров команда была четырнадцатой и ничто не предвещало того, что команда завершит сезон на первом месте. Впервые на первое место команда вышла после 27 тура (победа над «Брентфордом» 1:0, в то время как «Лидс Юнайтед» сыграл вничью с «Хартлпулом» 2:2) и затем не сходила с первой строчки до конца турнира. За три тура до завершения чемпионата в Лиге Один «Норвич» досрочно обеспечил себе возвращение в Чемпионшип, ставшее возможным благодаря минимальной победе со счётом 1:0 в гостях над «Чарльтон Атлетик». А в 44 туре команда досрочно завоевала первое место.
Сезон 2010/11 команда начала домашним поражением от «Уотфорда» 2:3. По ходу всего сезона команда находилась в первой половине таблицы, а после 43 тура команда вышла на второе место. В 45 туре команда досрочно обеспечила второе место в чемпионате и путёвку в АПЛ, обыграв «Портсмут» 1:0, в то время как «Кардифф Сити» проиграл «Мидлсбро» 0:3. Под руководством Пола Ламберта и Криса Хьютона команда провела 3 сезона в высшем дивизионе, после чего вновь выбыла в Чемпионшип.
Сезон 2012/13 для клуба стартовал плохо, однако рекордный для команды забег из матчей без поражений подряд позволил «Норвичу» на третий сезон остаться в высшем дивизионе, закончив сезон на 11 месте в чемпионате. Однако, в следующем сезона клуб выбыл обратно в Чемпионшип, заняв 18-е место в лиге, после чего последовало увольнение Хьютона.
После посредственной первой половины сезона 2014/15, Нил Адамс покинул пост тренера и в январе 2015 его заменил на то время менеджер Гамильтон Академикал Алекс Нил. Это перевернуло сезон клуба, который в итоге выиграл в финале плей-офф раунда Чемпионшипа, что позволило команде вернутся в английскую элиту. Однако подъём продлился недолго, так как по результатам следующего сезона «Норвич» вновь выбыл в Чемпионшип.
По итогам сезона 2020/21 «Норвич Сити» досрочно (за 4 тура до окончания сезона в Чемпионшипе) занял первое место и вышел в Премьер-лигу, вернувшись в последнюю спустя всего год после выбывания. Вместе с занявшим 2-место «Уотфордом» клуб обеспечил командам Премьер-лиги 83 млн фунтов стерлингов за счёт экономии выделенных сезоном ранее на три года «парашютных» выплатах для выбывших команд.

## Статистика

### Выступления с 1990 до 2022
| Год       | Турнир                   | Место |
| --------- | ------------------------ | ----- |
| 1990/1991 | Первый дивизион (старый) | 15-е  |
| 1991/1992 | Первый дивизион (старый) | 18-е  |
| 1992/1993 | Премьер-лига             | 3-е   |
| 1993/1994 | Премьер-лига             | 12-е  |
| 1994/1995 | Премьер-лига             | 20-е  |
| 1995/1996 | Первый дивизион (новый)  | 16-е  |
| 1996/1997 | Первый дивизион (новый)  | 13-е  |
| 1997/1998 | Первый дивизион (новый)  | 15-е  |
| 1998/1999 | Первый дивизион (новый)  | 9-е   |
| 1999/2000 | Первый дивизион (новый)  | 12-е  |
| 2000/2001 | Первый дивизион (новый)  | 15-е  |
| 2001/2002 | Первый дивизион (новый)  | 6-е   |
| 2002/2003 | Первый дивизион (новый)  | 8-е   |
| 2003/2004 | Первый дивизион (новый)  | 1-е   |
| 2004/2005 | Премьер-лига             | 19-е  |
| 2005/2006 | Чемпионшип               | 9-е   |
| 2006/2007 | Чемпионшип               | 16-е  |
| 2007/2008 | Чемпионшип               | 17-е  |
| 2008/2009 | Чемпионшип               | 22-е  |
| 2009/2010 | Лига 1                   | 1-е   |
| 2010/2011 | Чемпионшип               | 2-е   |
| 2011/2012 | Премьер-лига             | 12-е  |
| 2012/2013 | Премьер-лига             | 11-е  |
| 2013/2014 | Премьер-лига             | 18-е  |
| 2014/2015 | Чемпионшип               | 3-е   |
| 2015/2016 | Премьер-лига             | 19-е  |
| 2016/2017 | Чемпионшип               | 8-е   |
| 2017/2018 | Чемпионшип               | 14-е  |
| 2018/2019 | Чемпионшип               | 1-е   |
| 2019/2020 | Премьер-лига             | 20-е  |
| 2020/2021 | Чемпионшип               | 1-е   |
| 2021/2022 | Премьер-лига             | 20-е  |

### Выступления в еврокубках
| Сезон   | Место                       | Турнир     | Хозяева        | Счёт | Гость          | Стадия |
| ------- | --------------------------- | ---------- | -------------- | ---- | -------------- | ------ |
| 1993/94 | Карроу Роуд, Норидж         | Кубок УЕФА | Норвич Сити    | 3:0  | Витесс         | 1/32   |
| 1993/94 | Гелредом, Арнем             | Кубок УЕФА | Витесс         | 0:0  | Норвич Сити    | 1/32   |
| 1993/94 | Олимпийский стадион, Мюнхен | Кубок УЕФА | Бавария        | 1:2  | Норвич Сити    | 1/16   |
| 1993/94 | Карроу Роуд, Норидж         | Кубок УЕФА | Норвич Сити    | 1:1  | Бавария        | 1/16   |
| 1993/94 | Карроу Роуд, Норидж         | Кубок УЕФА | Норвич Сити    | 0:1  | Интернационале | 1/8    |
| 1993/94 | Джузеппе Меацца, Милан      | Кубок УЕФА | Интернационале | 1:0  | Норвич Сити    | 1/8    |

## Стадионы

### Ньюмаркет Роуд(англ.Newmarket Road)
Являлся домашним стадионом «Норвич Сити» с 1902 до 1908 года.
Первый матч (товарищеский) на стадионе клуб сыграл 6 сентября 1902 года против «Харвич энд Паркестон» — 1:1. Первый официальный матч на стадионе был сыгран 15 ноября того же года против ныне принципиального соперника «Ипсвич Таун» — 1:0. Последний матч был сыгран 25 апреля 1908 года против «Суиндон Таун» — 3:1.
В результате нехватки мест в 1908 году клуб переехал на другой стадион.

### Розари Роуд(англ.The Nest)
Являлся домашним стадионом «Норвич Сити» с 1908 до 1935 года.
Первый матч на стадионе был сыгран 12 сентября 1908 против «Портсмута» — 0:0. Последний матч был сыгран 4 мая 1935 против «Суонси Таун» — 2:2.
В результате нехватки мест в 1935 году клуб переехал на другой стадион.

### Карроу Роуд(англ.Carrow Road)
5 мая 1935 года клуб переехал на нынешний стадион.
Первый матч на стадионе был сыгран 31 августа 1935 года против Вест Хэма — 4:3 (на стадионе был аншлаг и Норвич выиграл благодаря поддержке трибун).
С Карроу Роуд связаны лучшие моменты истории Норвича (на нём, например, клуб выиграл 2 трофея Кубка ФЛ и Чемпионшип).

## Болельщики
За болельщиками в «Норвич Сити» раньше был закреплён номер 13, однако до наших дней эта традиция не сохранилась.

## Гимн
In the days to call, which we have left behind,
Our boyhood’s glorious game,
And our youthful vigour has declined
With its mirth and its lonesome end;
You will think of the time, the happy time,
Its memories fond recall
When in the bloom of your youthful prime
We’ve kept upon the ball
Kick it off, throw it in, have a little scrimmage,
Keep it low, a splendid rush, bravo, win or die;
On the ball, City, never mind the danger,
Steady on, now’s your chance,
Hurrah! We’ve scored a goal.
City, City, City
Let all tonight then drink with me
To the football game we love,
And wish it may successful be
And in one grand united toast
Join player, game and song
And fondly pledge your pride and toast
Success to the City club.
Kick it off, throw it in, have a little scrimmage,
Keep it low, a splendid rush, bravo, win or die;
On the ball, City, never mind the danger,
Steady on, now’s your chance,
Hurrah! We’ve scored a goal.

## Текущий состав
| №  |            | Поз. | Имя                                | Год рождения |
| -- | ---------- | ---- | ---------------------------------- | ------------ |
| 1  | Нидерланды | Вр   | Тим Крул                           | 1988         |
| 2  | Англия     | Защ  | Макс Эронз                         | 2000         |
| 3  | Англия     | Защ  | Сэм Байрам                         | 1993         |
| 4  | Англия     | Защ  | Бен Гибсон                         | 1993         |
| 5  | Шотландия  | Защ  | Грант Хэнли (капитан)              | 1991         |
| 6  | Германия   | Защ  | Кристоф Циммерман (вице-капитан)   | 1993         |
| 7  | Германия   | ПЗ   | Лукас Рупп                         | 1991         |
| 8  | Шотландия  | ПЗ   | Билли Гилмор (в аренде из «Челси») | 2001         |
| 10 | Англия     | ПЗ   | Киран Дауэлл                       | 1997         |
| 18 | Греция     | ПЗ   | Христос Цолис                      | 2002         |
| 19 | Дания      | ПЗ   | Якоб Сёренсен                      | 1998         |

| №  |                           | Поз. | Имя                                               | Год рождения |
| -- | ------------------------- | ---- | ------------------------------------------------- | ------------ |
| 20 | Франция                   | ПЗ   | Пьер Лес-Мелу                                     | 1993         |
| 21 | Англия                    | Защ  | Брандон Уильямс (в аренде из «Манчестер Юнайтед») | 2000         |
| 22 | Финляндия                 | Нап  | Теэму Пукки                                       | 1990         |
| 23 | Шотландия                 | ПЗ   | Кенни Маклейн                                     | 1992         |
| 24 | Соединённые Штаты Америки | Нап  | Джош Сарджент                                     | 2000         |
| 26 | Англия                    | Защ  | Бали Мумба                                        | 2001         |
| 30 | Греция                    | Защ  | Димитрис Яннулис                                  | 1995         |
| 33 | Северная Ирландия         | Вр   | Майкл Макговерн                                   | 1984         |
| 35 | Ирландия                  | Нап  | Адам Айда                                         | 2001         |
| 44 | Ирландия                  | Защ  | Эндрю Омобамиделе                                 | 2002         |

### Игроки в аренде
| №  |        | Поз. | Имя                                                                | Год рождения |
| -- | ------ | ---- | ------------------------------------------------------------------ | ------------ |
| 9  | Англия | Нап  | Джордан Хьюгилл (в «Вест Бромвич Альбион» до конца сезона 2021/22) | 1992         |
| 25 | Куба   | ПЗ   | Онель Эрнандес (в «Мидлсбро» до конца сезона 2021/22)              | 1993         |
|    | Англия | ПЗ   | Джош Мартин (в «Милтон-Кинс Донс» до конца сезона 2021/22)         | 2001         |
|    | Англия | Защ  | Сэм Маккаллум (в «Куинз Парк Рейнджерс» до конца сезона 2021/22)   | 2000         |

| № |            | Поз. | Имя                                                         | Год рождения |
| - | ---------- | ---- | ----------------------------------------------------------- | ------------ |
|   | Уэльс      | Вр   | Дэниэл Барден (в «Ливингстоне» до конца сезона 2021/22)     | 2001         |
|   | Англия     | Защ  | Акин Фамево (в «Чарльтон Атлетик» до конца сезона 2021/22)  | 1998         |
|   | Швейцария  | Нап  | Йосип Дрмич (в «Риеке» до конца сезона 2021/22)             | 1992         |
|   | Люксембург | ПЗ   | Данел Синани (в «Хаддерсфилд Таун» до конца сезона 2021/22) | 1997         |

## Персоналии

### Главные тренеры
За всю свою историю «Норвич Сити» сменил более 30 главных тренеров.

### Капитаны
Ниже приведён список капитанов футбольного клуба «Норвич Сити»:

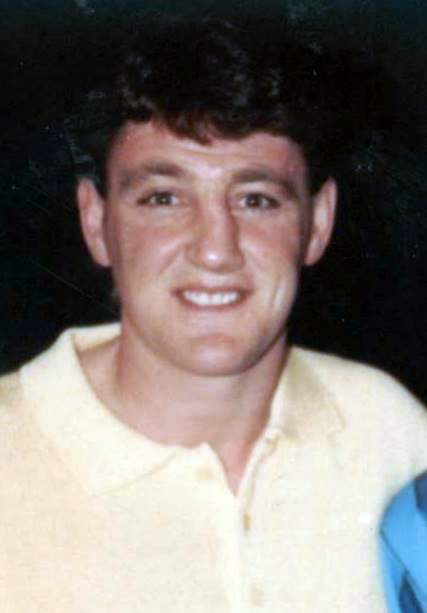
Стив Брюс — капитан «Норвич Сити» середины 1980-х годов

| Имя             | Время      | Примечания                                                  |
| --------------- | ---------- | ----------------------------------------------------------- |
| Рон Эшман       | 1959—1963  | При Эшмане «Норвич» одержал победу в Кубке Футбольной лиги. |
| Бари Баттлер    | 1963—1966  |                                                             |
| Дейв Уотсон     | ?—1986     | Победа в бывшем Втором дивизионе чемпионата Англии.         |
| Стив Брюс       | 1986—1987  |                                                             |
| Майк Фелан      | 1987—1989  |                                                             |
| Марк Боуэн      | 1990—1992  |                                                             |
| Джон Ньюсом     | 1994—1996  |                                                             |
| Мэтт Джэксон    | 1997—2001  |                                                             |
| Нейл Эмблен     | 2001—2002  | Стал капитаном сразу же как пришёл в команду.               |
| Моки МакКай     | 2001—2002  | Был капитаном в отсутствие Эмблена.                         |
| Иан Робертс     | 2002—2003  |                                                             |
| Адам Друри      | 2003—2004  | Вывел команду в Премьер-лигу                                |
| Крейг Флемминг  | 2004—2006  |                                                             |
| Адам Друри      | 2006—2007  |                                                             |
| Марк Фотерингем | 2007—2009  | Одно время в начале 2007 года капитаном был Шэкел.          |
| Гари Дохерти    | 2009—2010  |                                                             |
| Грант Холт      | 2010—2013  |                                                             |
| Расселл Мартин  | 2013—2017  |                                                             |
| Иво Пинту       | 2017—2018  |                                                             |
| Грант Хэнли     | 2018—н. в. |                                                             |

### Игроки года
| Год  | Победитель    |
| ---- | ------------- |
| 1967 | Терри Элкок   |
| 1968 | Хью Курран    |
| 1969 | Кен Фогго     |
| 1970 | Данкэн Форбс  |
| 1971 | Кен Фогго     |
| 1972 | Дэйв Стрингер |
| 1973 | Кевин Килан   |
| 1974 | Кевин Килан   |
| 1975 | Коллин Саггет |
| 1976 | Мартин Питерс |
| 1977 | Мартин Питерс |
| 1978 | Джон Райан    |

| Год  | Победитель   |
| ---- | ------------ |
| 1979 | Тони Пауэл   |
| 1980 | Кевин Бонд   |
| 1981 | Джозеф Ройл  |
| 1982 | Грег Даунс   |
| 1983 | Дейв Уотсон  |
| 1984 | Крис Вудс    |
| 1985 | Стив Брюс    |
| 1986 | Кевин Дринкл |
| 1987 | Кевин Дринкл |
| 1988 | Брайан Ган   |
| 1989 | Дэйл Гордон  |
| 1990 | Марк Бауэн   |

| Год  | Победитель     |
| ---- | -------------- |
| 1991 | Иэн Калверхаус |
| 1992 | Роберт Флек    |
| 1993 | Брайан Ган     |
| 1994 | Крис Саттон    |
| 1995 | Джон Ньюсоум   |
| 1996 | Спенсер Приор  |
| 1997 | Даррен Иди     |
| 1998 | Мэтт Джексон   |
| 1999 | Иан Робертс    |
| 2000 | Иан Робертс    |
| 2001 | Энди Маршалл   |
| 2002 | Гари Холт      |

| Год  | Победитель        |
| ---- | ----------------- |
| 2003 | Адам Друри        |
| 2004 | Крейг Флемминг    |
| 2005 | Даррен Хакерби    |
| 2006 | Гари Дохерти      |
| 2007 | Даррен Хакерби    |
| 2008 | Дион Даблин       |
| 2009 | Ли Крофт          |
| 2010 | Грант Холт        |
| 2011 | Грант Холт        |
| 2012 | Грант Холт        |
| 2013 | Себастьен Бассонг |
| 2014 | Роберт Снодграсс  |

| Год  | Победитель      |
| ---- | --------------- |
| 2015 | Брэдли Джонсон  |
| 2016 | Джонни Хоусон   |
| 2017 | Уэс Хулахан     |
| 2018 | Джеймс Мэддисон |
| 2019 | Теэму Пукки     |

## Достижения
- Победитель Чемпионшипа (второй дивизион в системе Футбольных лиг Англии):
  - 2018/19, 2020/21
- Вице-чемпион Чемпионшипа:
  - 2010/11
- Победитель Первого дивизиона (второй дивизион в системе Футбольных лиг Англии):
  - 2003/04
- Обладатель Кубка Футбольной лиги (2):
  - 1961/62, 1984/85
- Полуфиналист Суперкубка ScreenSport:
  - 1985/86
- Победитель Run Cup (2):
  - 1950/51, 1959/60
- Финалист Кубка Тексако:
  - 1973

## Рекорды
- Самая крупная победа:
  - 10:2 против «Ковентри Сити»
  - 8:0 против «Саттон Юнайтед»
  - 8:0 против «Уолсолла»
- Самое крупное поражение:
  - 0:7 против «Шеффилд Уэнсдей»
  - 0:7 против «Уолсолла»[9]
  - 0:7 против «Манчестер Сити»[10].
  - 0:7 против «Челси»
- Лучшие бомбардиры:
  -  Джонни Гэвин[англ.] (132)
  -  Терри Оллкок (127)